# Antiparallel
Indenfor biokemi er to biopolymerer antiparallelle hvis de løber parallelt med hinanden, men i modsat retning af hinanden. Et eksempel er de to komplementære strenge i DNA's dobbelthelix, som løber i modsat retning af hinanden side om side.
Nukleinsyremolekyler har en fosforyl (5') ende og en hydroxyl (3') ende. Denne notation kan bruges til at definere enzymers bevægelse, såsom DNA-polymeraser, i forhold til DNA-strengen.